# Haiyuan
Haiyuan är ett härad som lyder under Zhongweis stad på prefekturnivå i den autonoma regionen Ningxia i nordvästra Kina.
På orten finns bland annat den berömda arkeologiska fyndplatsen Caiyuan.
1920 inträffade en jordbävning i Haiyuan som totalt krävde omkring 273 400 dödsoffer.